# Epiplatys annulatus
Killy clown
Espèce
Statut de conservation UICN

LC : Préoccupation mineure
Epiplatys annulatus parfois appelé par son synonyme Pseudepiplatys annulatus, ou Killi clown, par les aquariophiles, est une espèce de petit poisson africain d'eau douce de la famille des Nothobranchiidae. Il est proche des killies qui sont très prisés par les aquariophiles. Les souches vendues auprès des aquariophiles sont issues de la Guinée, du Liberia et de la Sierra Leone.

## Description
Il mesure de 3 à 3,5 cm, le mâle étant plus grand que la femelle. La robe est constituée de quatre larges bandes noires sur une couleur de chair claire. La nageoire caudale est prolongée d'un pointe particulièrement prononcée chez le mâle.

## Répartition
Epiplatys annulatus occupe une aire de répartition s'étendant le long des basses terres côtières de l'Afrique de l'Ouest. Elle est présente dans les régions méridionales de la Guinée, dans les habitats aquatiques des plaines littorales. Sa distribution se prolonge ensuite à travers la Sierra Leone, jusqu'à la zone entourant Monrovia, la capitale du Libéria.

## Systématique
Initialement décrite sous le nom Haplochilus annulatus par Boulenger en 1915, cette espèce a été identifiée à partir de spécimens types collectés probablement à Maka, à l'embouchure de la rivière Moa en Sierra Leone. En 2001, Aarn et Shepherd ont reclassé l'espèce sous le nom Pseudepiplatys annulatus. Cependant, dès 1986 plusieurs travaux avaient validé le nom Epiplatys annulatus, et des publications ultérieures ont confirmé la validité de ce nom.
Aujourd'hui, le nom valide complet (avec auteur) de ce taxon est Epiplatys annulatus (Boulenger, 1915).
Epiplatys annulatus a pour synonymes :
- Aplocheilus annulatus (Boulenger, 1915)
- Haplochilus annulatus Boulenger, 1915
- Panchax annulatus (Boulenger, 1915)
- Pseudepiplatys annulatus (Boulenger, 1915)

## Étymologie
Le genre Epiplatys, décrit par Gill en 1862, tire son nom de la combinaison des termes grecs « epi- », signifiant « sur » ou « au-dessus », et « platys », qui se traduit par « large », « étendu », « plat » ou « nivelé ». Bien que l'allusion précise ne soit pas explicitement expliquée, il est supposé que cette nomenclature fait référence à la tête oblongue caractéristique de l'espèce type E. sexfasciatus et/ou à la surface dorsale plate de la moitié antérieure du corps. 
Le nom spécifique annulatus dérive du latin et signifie « annelé » ou « cerclé ». Cette désignation fait directement référence à la présence de quatre larges anneaux noirs qui entourent le corps de couleur jaune citron des individus des deux sexes. Ces anneaux sont positionnés l'un à la tête, un autre au niveau du pédoncule caudal, et deux au milieu du corps.

## Publication originale
- (en) George Albert Boulenger, « XIII - Descriptions of new freshwater fishes from Sierra Leone », The Annals and magazine of natural history; zoology, botany, and geology, vol. XV-Eighth series,‎ 1915, p. 202‑204 (ISSN 0374-5481, lire en ligne)

## Aquariophilie

### Dénominations
Epiplatys annulatus est encore également connu sous son ancien nom Pseudepiplatys annulatus dans les milieux aquariophiles. Il porte également le nom de « killi clown »,.

### Comportement et maintenance
Ce poisson paisible, qui se tient près de la surface, apprécie les eaux à faible minéralisation dans une fourchette de températures optimales allant de 20 à 26 °C. Une petite territorialité "intra-spécifique" est notable entre les mâles, qui peut donner lieu à des parades d'intimidation.

### Comportement alimentaire
Omnivore, ce poisson se nourrit en surface. Il n'est pas difficile et s'adapte très bien aux nourritures sèches proposées dans le commerce. Il apprécie cependant les insectes de petite taille tombés dans l'eau.

### Reproduction
Les œufs de cette espèce ovipare sont disséminés dans les plantations fines. Le mâle poursuit la femelle qui s'arrête près d'une plante sur laquelle elle pond un œuf.

## Galerie

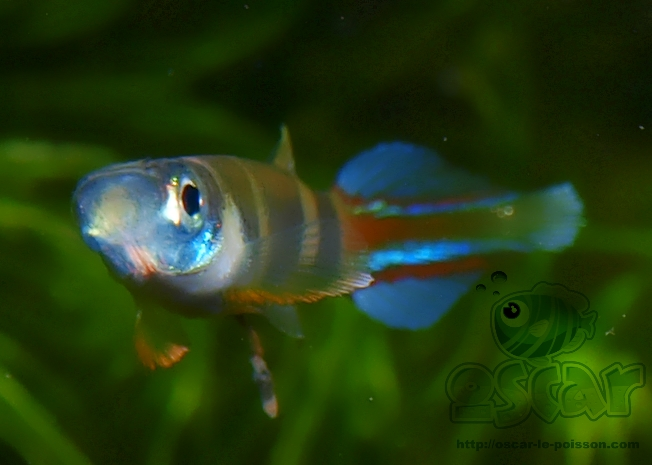
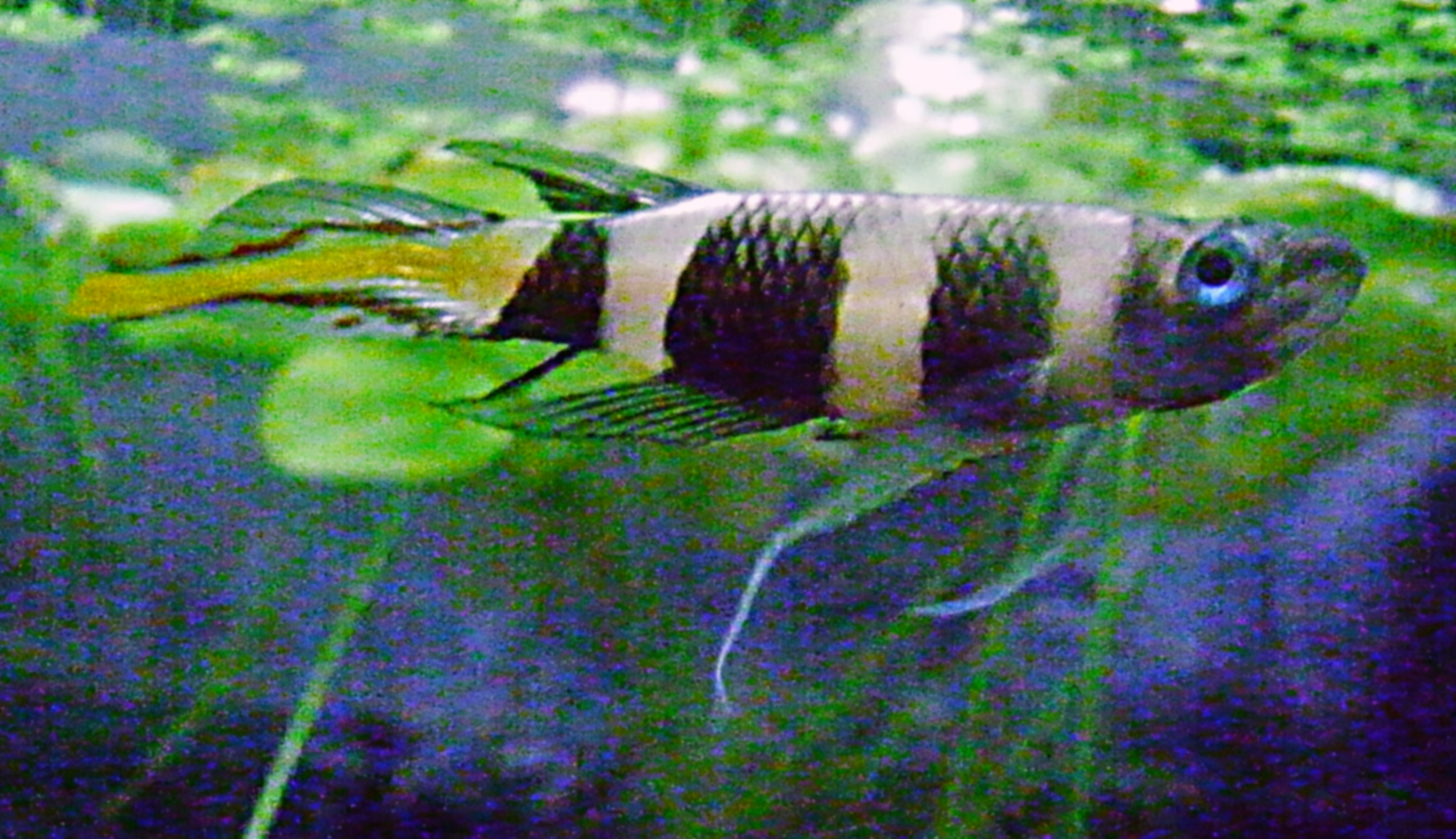